# 鲁契亚诺·帕瓦罗蒂
卢恰诺·帕瓦罗蒂（義大利語：Luciano Pavarotti，義大利語發音：[luˈtʃaːno pavaˈrɔtti]；1935年10月12日—2007年9月6日），義大利男高音歌唱家，也是20世紀後半葉的世界三大男高音之一（與多明哥、卡雷拉斯並稱），別號「高音C之王」。

## 生平
帕瓦罗蒂生於意大利的摩德納。他父親是當地頗有名氣的業餘男高音。少年時代，他曾參與摩德納城市合唱團。而他父親雖同樣一副好嗓子，但由於天生怯場，只能在墨索里尼的軍隊裡烤麵包，曾開設糕餅店。母親則在香菸廠工作。帕瓦罗蒂在從事歌劇演出之前曾經想當職業足球員，其後當過保險員和小學老師。
帕瓦罗蒂在5歲便擁有了自己的吉他玩具，來伴奏唱一些民歌。這些民歌都是他憑著聽了父親播放的唱片後自己學會的。他喜歡在午飯後唱，由於嗓音很高，所以被打擾了午睡的鄰居常常向他抗議。

### 成名之路
帕瓦罗蒂的首次歌剧演出于1961年4月29日(26歲)，在北義里吉奥·艾米利亚-罗马涅区歌剧院担纲主演的歌劇是普契尼的《波希米亚人》，饰演男主角鲁道夫。
1965年，帕瓦罗蒂隨女高音瓊·蘇瑟蘭的演出團隊赴美遊學。當年2月在邁阿密時，蘇瑟蘭的原定搭檔因病無法獻唱，蘇瑟蘭讓帕瓦罗蒂頂替，成就他的美國首演，獲得好評。同年4月8日帕瓦罗蒂在斯卡拉大劇院首演，主演了其首本名劇《波希米亚人》在此演出一場歌劇的酬勞為4億里拉，大約相當於400美金。同年6月2日在倫敦皇家歌劇院，帕瓦罗蒂首次主唱了日後令他名成利就的大作——董尼才第的《聯隊之花（团队的女儿）》。
帕瓦罗蒂在1969年11月20日事業有所突破，在斯卡拉大劇院與當紅女高音雷纳塔·史科朵共同主演威爾第的《倫巴底人》，演出被錄音製成專輯，廣為流傳。此後帕瓦罗蒂開始了自己的錄音生涯，早期的錄音包括一套董尼才第／威爾第的詠嘆調集和與蘇瑟蘭共同主唱董尼才第的《愛情靈藥》。
他的歌唱事业的最大突破发生于1972年2月17日，當他在纽约大都會歌劇院再次演唱董尼才第的《聯隊之花》期間，輕鬆地唱出了九个高音C。帕瓦罗蒂自此逐步登上歌唱事業的高峰，更在全球掀起「帕瓦罗蒂热潮」，舉重若輕的唱功，令觀眾沉醉在那妙韻，也因此得到「高音C之王」的称号。亦因如此，在演出结束后，帕瓦罗蒂獲邀出场谢幕17次，久久不願散去。直至今日，这依旧是世界紀錄。

### 事業頂峰
帕瓦罗蒂在西方社会可谓家喻戶曉，这是因为他开创了歌剧劇現成直播節目的先例，而且定期上電視節目做現場演唱。他因此吸引了一大批歌迷。帕瓦罗蒂多次獲得过葛莱美奖，還有多張白金唱片和金唱片。
1980年代初，帕瓦罗蒂決定舉辦帕瓦罗蒂國際聲樂大賽，並在1982年舉行了首屆。帕瓦罗蒂國際聲樂大賽至今舉辦了五屆，最近一屆在1997年。
1990年，帕瓦罗蒂演唱普契尼《杜蘭朵公主（杜蘭朵）》中的《公主徹夜未眠（今夜无人入睡）》詠嘆調成为BBC報導1990年世界盃電視片的主題曲，令帕瓦罗蒂更為全球所知。而在當年足球世界杯期间，帕瓦罗蒂更偕同前对手多明戈和卡雷拉斯在羅馬卡拉卡拉浴場前地举办了首場「世界三大男高音演唱会」。而他的首次個人露天演唱会在伦敦海德公园举行，观众人数有约15万人。1993年7月，帕瓦罗蒂在纽约中央公园的演唱会更是有破纪录的50万听众在现场欣赏，而且全球各地的歌迷透过电视直播收看这次表演。1998年，在法国巴黎艾菲尔铁塔前地举办的“世界三大男高音演唱会”，則吸引了30万的现场听众。在此前的1994年的洛杉磯和此後2002年的橫濱都有類似的演唱會。而帕瓦罗蒂的露天演唱会的唱片和录像带的销量，超越了猫王和滚石乐队的唱片销量。
帕瓦罗蒂是肯尼迪中心荣誉的持有人，同時還持有兩個吉尼斯世界记录——最多謝幕次數（165次）和最佳銷量古典唱片（1990羅馬「三高」演唱會）。1998年他獲得了葛萊美傳奇藝人獎。
帕瓦罗蒂是黛安娜王妃非常要好的朋友，他们曾经一起举行为未成年矿工筹款的全球活动。但当王妃不幸因车祸离世时，帕瓦罗蒂拒绝了在王妃丧礼上唱挽歌的邀请，并表示他的「喉咙悲伤得无法献唱」。
帕瓦罗蒂因常中途取消演出，獲得了「取消大王」（The King of Cancellations）的稱號，也因此与一些剧院关系恶化。这在1989年芝加哥歌劇院的经理阿迪斯·卡拉尼克（Ardis Krainik）切断与其长达的15年合作关系时为众人瞩目。在八年时间里，帕瓦罗蒂取消了41场原定演出中的26场，帕瓦罗蒂有一次在首映开始不到两周前的彩排中离开，称因坐骨神经痛需治疗2个月，卡拉尼克因此決定終身禁止帕瓦罗蒂再在芝加哥歌劇院演出。
2004年，帕瓦罗蒂在纽约大都会歌剧院，最后一次主演歌剧《托斯卡》全剧，并宣布以后不会主演任何歌剧全剧。2005年，年届69岁的帕瓦罗蒂举办了一连串全球巡回告别演唱会，包括香港（2005年12月2日）、上海（2005年12月6日）、北京（2005年12月10日）和台中（2005年12月14日）。帕瓦罗蒂原计划在完成全球巡回演唱後，將正式地退休。但他的健康狀況使他的告別演唱會斷斷續續，最終因他的去世而未能完成。

### 晚年
2005年，帕瓦罗蒂曾接受頸部手術，修復兩節脊椎。同年3月，帕瓦罗蒂因喉嚨發炎被迫缺席墨西哥的三大男高音演唱會。
2006年初，帕瓦罗蒂接受背部手術後併發症感染，被迫取消英、美、加三地的演唱會。
同年7月，帕瓦罗蒂被診斷出患胰腺癌，需立即接受開刀除去腫瘤。手術過後，很快傳出帕瓦罗蒂「復康進展良好」的報導。但他在2006年餘下的活動全部取消，根據帕瓦罗蒂經理人的說法，帕瓦罗蒂將在2007年初，恢復環球告別演唱會。
2007年8月中旬時，因發高燒，曾在義大利摩德納醫院住上10天，在8月25日出院回家，9月4日，意大利傳媒傳出他病情突然惡化、不省人事，及在家中接受醫師照料的消息。9月6日凌晨，因患胰腺癌在摩德纳家中去世，享壽71岁。

### 逝世
帕瓦罗蒂的經紀人特里·羅伯森以電子郵件告知美聯社帕瓦罗蒂的死訊，信件內寫著：「這位藝術大師與胰腺癌作了長期艱苦的抗爭，但病魔最終還是結束了他的生命。一如他對待生活和工作的態度一樣，他在生命的最後階段仍保持樂觀。」同日，維也納國家歌劇院升起黑旗以示悼念。
去世兩日後，摩德纳大教堂舉行帕瓦罗蒂的追思彌撒，教堂外設有8部大型電視供教堂外的歌迷觀看追思彌撒。追思彌撒開始前由帕瓦罗蒂的保加利亞女高音好友高歌一曲；追思彌撒在當地時間15:20分正式開始，隨即進行宗教儀式。在祝福禮後，教堂內外播放早年由帕瓦罗蒂與父親同台演唱一段聖詩，其後掌聲達三分鐘。在追思彌撒過後，當帕瓦罗蒂的棺木移離教堂時，意大利空軍在教堂上面飛過，還噴出有意大利國旗象徵的綠、白、紅三色，以代表意大利政府向帕瓦罗蒂的敬意。
法國總統在帕瓦罗蒂去世後讚美他是在恩里科·卡魯索之後最偉大的古典歌唱家；維也納国家歌劇院掛上黑旗，以及美国纽约大都会歌剧院也降半旗致哀；聯合國秘書長潘基文表示，聯合國失去了一位偉大的扶貧信使；美國總統說，這世界失去了一位「偉大的藝術家和慈善家」。
帕瓦罗蒂在追思彌撒後被安排火葬，之後在其家族墓園安葬。

## 個人生活

### 家庭
帕瓦罗蒂与他的助手结婚，并诞下一对双胞胎，但只有其中一女兒存活。而帕瓦罗蒂和前妻阿杜瓦育有3名女儿。

### 人道工作
多年來，帕瓦罗蒂為慈善不遺餘力，多次舉辦慈善演唱會。1996年，他與他的朋友舉辦了「帕瓦罗蒂與朋友——為波斯尼亞兒童」慈善演唱會。1998年，他們再次合作舉辦「帕瓦罗蒂與朋友－為賴比瑞亞兒童」舉辦慈善演唱會。1999年6月1日，帕瓦罗蒂與朋友在自己的家鄉－摩德納舉辦「帕瓦罗蒂與朋友－為危地馬拉和科索沃兒童」慈善演唱會。2000年，他們再次舉行慈善演唱會－「帕瓦罗蒂與朋友－為柬埔寨和西藏」。
1998年，他獲得聯合國任命為「和平使者」，來協助喚醒世界對千年發展目標、愛滋病、兒童權益、貧民窟及貧窮等問題。與他合作的歌手來自四方八面，都是為戰火的兒童籌款。受惠的人士包括了巴基斯坦內的阿富汗難民、贊比亞內的安哥拉難民、伊朗境內的伊拉克難民等等。 2001年，他獲得聯合國的難民署授予「南森獎章」來表彰他對援助難民所作出的重大貢獻。 另外，他在戰後的波斯尼亞南部城市莫斯塔爾自資興建帕瓦罗蒂音樂中心，讓波斯尼亞的藝術家有機會磨練自己的技術。因此，他在2006年成了薩拉熱窩榮譽市民。

## 軼事
- 義大利具影響力的《晚郵報》曾披露被譽為「世界第一男高音」的帕瓦罗蒂承認自己不識樂譜。在義大利中部翁布里亞的卡斯泰洛城舉行的一次活動上，帕瓦罗蒂和另一名知名義大利演唱家加斯曼合作表演二重唱。加斯曼於綵排時發現帕瓦罗蒂無需樂譜，便意識到帕瓦罗蒂不懂樂譜，從此帕瓦罗蒂不懂樂譜的傳聞便傳開了。帕瓦罗蒂其後接受《晚郵報》採訪後表示：「這是真的，我不懂樂譜。」坦承後引起樂迷廣為討論，褒貶不一。2005年，在中国中央电视台《东方时空》中，主持人、记者水均益采访了帕瓦罗蒂并涉及此事，帕瓦罗蒂澄清，他只是不懂交响乐的合奏谱。帕瓦罗蒂曾经教过音乐，必须得识谱。帕瓦罗蒂对此也并不在意，並感谢《东方时空》和水均益为他提供一个澄清的机会[12]。

- 帕瓦罗蒂的飲食習慣往往令人不敢恭維，其在斯卡拉劇院的第一筆薪水便拿來購買金屬搾汁機。成名之後，行李中常攜帶精選的肉類。一次入住邁阿密的酒店，竟要求為自己一套專用的肉類切片機，經理深怕得罪而照辦。且帕瓦罗蒂無論入住哪一家酒店都有將被單和枕頭弄髒的習慣。但是帕瓦罗蒂也不只一次的在公眾拿自己的食慾來開玩笑，深受樂迷歡迎。

- 關于帕瓦罗蒂金嗓子的秘密，可要歸功于他獨特的發音技巧。除了一般傳統的“面罩唱法”，還有“意大利式美聲唱法”。面罩唱法使用共鳴的原理發聲，可是人到達老年的時候，聲帶疲軟無法再開聲，歌唱技巧就開始走下坡。而義式唱法改用其他部位發音，所以帕瓦罗蒂到去世為止，世人都能夠聽見他美妙的歌聲。

- 2007年9月7日，妻子曼托凡妮透露帕瓦罗蒂有三大未完成的夙愿，它们分别是：給三岁女儿唱歌、全球巡演、录制唱片。[13]

## 外部連結
- 鲁契亚诺·帕瓦罗蒂的Discogs页面（英文）
- 官方网站（英文）（意大利文）
- Luciano Pavarotti、Tenor